# ГАЕС Cheongsong
ГАЕС Cheongsong — гідроакумулювальна електростанція в Південній Кореї.
Резервуари станції спорудили у сточищах двох лівих приток річки Banbyeoncheon, яка в свою чергу є лівою притокою Нактонган (впадає до Японського моря біля Пусану). При цьому звели дві кам'яно-накидні греблі з бетонним облицюванням:
- висотою 97 метрів та довжиною 430 метрів для верхнього сховища. Вона потребувала 2,2 млн м3 матеріалу та утримує водойму з площею поверхні 0,23 км2 та об'ємом 7,1 млн м3 (корисний об'єм 6,5 млн м3);
- висотою 53 метри та довжиною 270 метрів для нижнього сховища. Вона потребувала 0,7 млн м3 матеріалу та утримує водойму з площею поверхні 0,52 км2 та об'ємом 10,1 млн м3 (корисний об'єм такий самий — 6,5 млн м3).
Від верхнього резервуару до підземного машинного залу прямує тунель довжиною 1,15 км з діаметром 7,5 метра, тоді як із нижньою водоймою зал з'єднує тунель довжиною 1,1 км. Основне обладнання станції становлять дві оборотні турбіни потужністю по 306 МВт, які працюють при напорі 308 метрів.
Сполучення з енергосистемою відбувається по ЛЕП, розрахованій на роботу під напругою 345 кВ.
Управління станцією здійснюється дистанційно із ГАЕС Samnangjin.